# Slovinský historický román
Historický román je delší vyprávěcí žánr s historickým obsahem. Popisované historické osoby, události a atmosféra mohou být v popředí nebo slouží jen jako kulisa fiktivního děje. Zakladatelem slovinského historického románu je Josip Jurčič s dílem Ivan Erazem Tattenbach.

## Žánrové druhy historického románu ve slovinské literatuře
Nejpočetnějším žánrovým druhem historického románu je biografický román (životopisy osobností 19. století). Následují místní historické pověsti (nejvíce z městského života Lublaně mezi 17. a 19. stoletím) a turecké pověsti (15.–16. století), rodinné kroniky (19. století), středověká pověst (rytířská, čarodějnická, 14.–15. století), pověsti o osídlování a pokřesťanštění (pozdní středověk), pověsti o náboženských bitvách (16. století), vlašské pověsti (17. století), pověsti o sedláckých povstáních (16. století). Pro Slovince jsou specifické témata jako Páni z Celje, povstání štýrské šlechty proti Habsburkům a francouzská okupace.

## Autoři slovinských historických povídek
Období mezi rokem 1845 a 2009 čítá asi 152 autorů historických povídek. Podle rozsahu opusu textu jsou nejtvořivější autoři uspořádání následovně: Mimi Malenšek, Ivan Sivec, Anton Slodnjak, France Bevk, Ilka Vašte, Bogdan Novak, Saša Vuga, Oskar Hudales, Miroslav Malovrh, Alojz Rebula, Ivan Pregelj, Jože Dular, Vinko Korošak, Ivan Lah, Tita Kovač, Anton Gričnik, Dušan Merc, Janez Jalen, Andrej Hieng, Slavko Dokl, Anton Ingolič, Ožbalt Ilaunig, Joža Lovrenčič, Lev Detela, Peter Bohinjec, Franc Hrastelj, Jože Pahor, Jožef Urbanija, Ivan Zorec, Ivan Tavčar, Ferdo Kočevar, Jože Hudales, Lea Fatur, Josip Lavtižar, Karel Mauser, Metod Turnšek, Mira Mihelič, Zora Piščanc, Fran Jaklič, Fran Saleški Finžgar, Fran Detela, Frančišek Jerant, Vladimir Kavčič, Matija Prelesnik, atd.

## Nejdelší slovinské historické pověsti
Nejdelší slovinské historické pověsti jsou: Anton Slodnjak: Pogine naj – pes! (1946), Neiztrohnjeno srce (1938), Saša Vuga: Krtov kralj (1987), Mimi Malenšek: Pojoči labodi, Anton Gričnik, Jurij Vodovnik: Jaz hočem bit`fraj (2008), Franc Hrastelj: Otrok luči (1999), Saša Vuga: Erazem Predjamski ali vsa drzna in predrzna dejanja (1978), Mimi Malenšek: Poslušaj, zemlja (1968), Marčni veter (1988), Inkvizitor (1964), Noriška Rapsodija (1968), Plamenica (1957), Oskar Hudales: Med dvema svetovoma (1962), Karel Mauser: Le eno je potrebno (1981).

## Česko-slovinské překlady historických románů
Slovinské historické romány přeložené do češtiny:
- Josip Jurčič - Jurij Kozják, slovinský janičar. Historická povídka z 15. století. - Jurij Kobila (Koudelka, 1894)
- Fran Saleški Finžgar - Pod svobodným sluncem (Linhart, 1928)
- Ivan Pregelj - Plebanus Joannes (Vybíral, 1930)
- Ivan Tavčar – Krev jeho na nás: Vysocká kronika (Plecháč, 1948)
- France Bevk – Bouře (Severin, 1966)
- Vladimir Bartol – Alamut (Závada, 1946; Kozár, 1983)

České historické romány přeložené do slovinštiny:
- Prokop Chocholoušek – Jug (1911)
- Alois Jirásek – Gardist (Benkovič, 1895), V tujih službah : kos češke anabase (Dragotin Pr., 1900), Pasjeglavci (Smolnikar, 1906), Psoglavci (Simić, 1907), Proti vsem (Jerman, 1959)
- Václav Beneš Třebízský – Kraljica Dagmar  (Zormanov, 1910), Črni vitez (1907), Loški župnik (1908)
- Alois Dostál – Darovana : zgodovinska povest iz dobe slovanskih apostolov (1906)
- Karel Sabina - Osveta : povest o razmerah v človeški družbi XV. Stoletja (Knaflič, 1894)